# Tryonia kosteri
Tryonia kosteri là danh pháp hai phần của một loài ốc cỡ nhỏ nước ngọt có mang và nắp, là động vật thân mềm chân bụng sống dưới nước thuộc họ Hydrobiidae. Đây là loài đặc hữu của Hoa Kỳ.sống chủ yếu ở các Bang phía Đông là loài động vật quý hiếm